# Evijärvi
Evijärvi è un comune finlandese di 2346 abitanti, situato nella regione dell'Ostrobotnia Meridionale.